# Belciuneasa, Bacău
Belciuneasa este un sat în comuna Stănișești din județul Bacău, Moldova, România. La recensământul din 2002 avea o populație de 158 locuitori.